# Андеррайтинг
Андерра́йтинг (англ. underwriting «подписка») — услуги, предоставляемые финансовыми учреждениями, такими как банки, страховые компании, которые гарантируют получение выплат в случае финансовых убытков. В зависимости от отрасли (банковское дело, страхование) различают несколько видов андеррайтинга. Компании, предоставляющие подобные услуги, называются андеррайтерами (англ. underwriter «гарант; страховщик»). Кроме того, существуют специалисты-андеррайтеры, это либо штатные сотрудники финансовых учреждений, либо сотрудники аутсорсинговых компаний, работающих в сфере консалтинга.

## Андеррайтинг на рынке ценных бумаг
Андеррайтинг на рынке ценных бумаг — руководство процессом выпуска ценных бумаг и их распределения.
Договор с андеррайтером на рынке ценных бумаг может быть двух типов:
- «Твёрдое обязательство» (англ. Firm commitment) — андеррайтер обязуется приобрести все ценные бумаги, предлагаемые для первичного публичного размещения, и перепродать их на биржу. При этом он перепродаёт ценные бумаги дороже, чем скупает, иными словами, просто зарабатывает на спекуляции ими. Весь риск продажи ложится на андеррайтера. Андеррайтер «твёрдого обязательства» гарантирует эмитенту получение выручки от продажи ценных бумаг эмитентом, так как фактически приобретает ценные бумаги у эмитента (предварительно оценив их), даже если кроме андеррайтера, подписавшего твёрдое обязательство, не нашлось больше желающих купить ценные бумаги эмитента. В России андеррайтером может быть любое юридическое лицо, соответствующим образом лицензированное ЦБ РФ, например, инвестиционная компания или инвестиционный банк. Это юридическое лицо и предлагает инвесторам купить выпуск ценных бумаг эмитента. Для этого оно, как правило, проводит собрания потенциальных инвесторов, презентуя им эмитента во время процедуры выхода на IPO[4].
- «Максимальные усилия» (англ. Best efforts) — продажа максимально возможного числа ценных бумаг нового выпуска без финансовой ответственности. Андеррайтер снимает с себя часть риска в случае, когда часть ценных бумаг продать не удаётся.

Андеррайтинг на рынке ценных бумаг может осуществляться синдикатом андеррайтеров, то есть группой инвестиционных банков и/или инвестиционных компаний, создаваемой на непродолжительное время для того, чтобы обеспечить продажу нового выпуска ценных бумаг по цене, установленной в предварительном соглашении. Синдикат андеррайтеров возглавляет ведущий андеррайтер. Ведущий андеррайтер организовывает синдикат по размещению ценных бумаг, поддерживает контакты с эмитентом и ведёт учёт размещённых бумаг.
В России действуют стандарты деятельности по андеррайтингу (недоступная ссылка) от Министерства Юстиции РФ.

## Андеррайтинг в банковском деле
Андеррайтинг в банковском деле — это процедура оценки банком вероятности погашения или непогашения запрашиваемого кредита, а также оптимальное структурирование сделки по результатам независимой экспертизы рисков.
Процедура предполагает изучение платёжеспособности и кредитоспособности потенциального заёмщика по методике, принятой в конкретном банке. Результатом такой процедуры является либо принятие положительного решения по кредитной заявке претендента, либо отказ в кредитовании. Впрочем, банк может принять и компромиссное решение, то есть дать согласие на получение клиентом кредита, но не в той сумме и/или не на тех условиях, на которые рассчитывал заявитель с учётом хэджирования рисков для банка.

### Предпосылки возникновения андеррайтинга
Исполнение требований регулятора и рекомендаций Базельского комитета по банковскому надзору повлекли за собой повсеместное развитие системы управления рисками. Risk-taking, как принято называть андеррайтинг, является неотъемлемой частью риск-менеджмента. Возрастающая важность профессии и востребованность данного направления в банках обусловлены соглашением Базель III, призванным повысить качество управления рисками. В России профессия «Андеррайтер в банковской сфере» возникла в начале 2000 годов. На сегодняшний день популярность андеррайтинга возрастает: благодаря совершенствованию кредитных процессов, развитию технологий в сфере кредитования и систематизации информации о клиентах такая объективная процедура оценки риска, как андеррайтинг, присутствует в крупнейших банках России.

### Виды андеррайтинга в зависимости от сегментации клиента
Существует два основных направления: розничный андеррайтинг и андеррайтинг корпоративных клиентов. Каждое из них имеет ряд особенностей.
Розничный андеррайтер оценивает риски банка, связанные с кредитованием физических лиц (потребительские кредиты, жилищные кредиты, авто-кредиты, кредитные карты), в части минимизации невозврата заемных средств. Осуществляется идентификация клиента, проверка предоставленных клиентом документов. Оценка риска производится на основании сведений о доходе, трудовом стаже, платежной дисциплине (в случае наличия кредитной истории), а также другой информации, необходимой для комплексной оценки клиента. Совокупность полученных данных и их подробный анализ являются основанием для вынесения андеррайтером суждения по заявкам физических лиц согласно разработанным в банке методикам.
Специалист корпоративного андеррайтинга выявляет и оценивает риски банка, связанные с кредитованием юридических лиц, осуществляет рейтингование участников сделки. В корпоративном андеррайтинге также существует разделение андеррайтеров в зависимости от сегмента к которому относится бизнес потенциального заёмщика: андеррайтинг малого и среднего бизнеса и корпоративный андеррайтинг. В некоторых банках также присутствует отраслевая специализация при анализе бизнеса потенциального заёмщика (сельское хозяйство, транспорт, строительство и т. д.).
Для проведения объективной оценки анализу подвергается финансово-хозяйственная деятельность клиента (бухгалтерская и финансовая отчетность), структура сделки, отраслевые, маркетинговые, юридические и репутационные особенности. Андеррайтеры применяют инструменты финансового и инвестиционного анализа.

### Андеррайтер в банковском деле
Андеррайтер в банковском секторе — специалист банка, осуществляющий независимую экспертизу рисков, связанных с кредитованием, путём анализа и проверки информации, полученной от клиента, данных из открытых источников и имеющихся в распоряжении банка. Андеррайтер проводит независимую оценку рисков и формирует профессиональное суждение, содержащее информацию об идентификации рисков и способах их минимизации. В основе методов оценки риска, используемых андеррайтерами в работе, лежат общие подходы к управлению рисками, соответствующие требованиям регулятора, а также требованиям кредитной организации.

#### Роль андеррайтера в банковском секторе
В некоторых случаях клиенту может быть предложено альтернативное решение: предоставление кредита на отличных от запрашиваемых условиях. Таким образом, через реализацию функции принятия рисков и взвешенную их оценку банки значительно повышают качество кредитного портфеля. Кроме этого, комплексная оценка клиента и рекомендации, содержащиеся в суждении андеррайтера, снижает риски не только банка, но и самого клиента в части оптимизации долговой нагрузки.
Под влиянием динамично меняющейся экономической ситуации кредитный процесс постоянно совершенствуется, отвечая новым вызовам рынка. Наряду с гибкой кредитной политикой, это существенно повышает привлекательность кредитных продуктов для всех категорий клиентов.
Осуществляя объективную и независимую оценку риска, андеррайтинг оказывает влияние на показатель достаточности капитала, приводит его к стандартам Базельского комитета, тем самым стабилизируя устойчивость финансово-кредитной системы.

## Андеррайтинг в страховании
Андеррайтинг в страховании — процесс анализа предлагаемых на страхование рисков, принятия решения о страховании того или иного риска и определения адекватной риску тарифной ставки и условий страхования.
Андеррайтер в страховании — лицо, уполномоченное страховой компанией анализировать, принимать на страхование (перестрахование) и отклонять все виды рисков, а также классифицировать выбранные риски для получения по ним оптимальной страховой премии. Андеррайтер отвечает за формирование страхового (перестраховочного) портфеля. Он должен обладать необходимыми знаниями и практикой для установления соответствующей степени риска, ставок премии и условий страхования.
Политика андеррайтинга в страховании — совокупность правил, действий, решений страховой компании на целевом рынке, отборе объектов страхования, объёме предоставляемой защиты, требований к качеству принимаемых на страхование рисков, к экспертизе объектов, установление обязательных оговорок и исключений, минимального размера страховой премии, направленных на формирование страхового портфеля и управление им, обеспечивающих достижение заданного финансового результата.